# Золотий фонд України
Золотий Фонд України — україномовна газета, яка виходить у м. Дніпро. Щомісячна газета для сімейного читання.

## Історія періодичного видання
Зареєстрована Дніпропетровським обласним управлінням у справах преси та інформації 24 січня 1995 р. Підписана до друку 24 вересня 1996 року.

## Колектив
- фоторедактор — Ян Бузовський
- фотокореспондент — Антон Бузовський

## Адреса редакції
- Староправославна бібліотека, вул. Юнацька 4, м.Дніпропетровськ, 49064, Україна.
- 49000 м. Дніпропетровськ, 17 а/с 4677.